# Euthalia sakii
Euthalia sakii är en fjärilsart som beskrevs av De Nicéville 1849. Euthalia sakii ingår i släktet Euthalia och familjen praktfjärilar. Inga underarter finns listade i Catalogue of Life.